# Peter Borchardt
Peter Borchardt (* 28. April 1935 in Berlin; † 29. November 2016 in Köln) war ein deutscher Theaterregisseur, -intendant und -wissenschaftler.

## Leben
Peter Borchardt studierte Germanistik, Publizistik und Theaterwissenschaft in Berlin und Wien (Promotion). Er war 1965 bis 1967 Regieassistent an den Bühnen der Stadt Köln, unter anderem mit den selbst verfassten Kindertheaterstücken Pinocchio sowie Hans und die Bohnenranke. An den Städtischen Bühnen Dortmund, die damals als einzige in Westdeutschland über ein Kinder- und Jugendtheater verfügten, entwickelte er diese Sparte weiter und intensivierte die Schultheaterarbeit. Dort inszenierte er Rühmkopf-Uraufführung Orpheus im Überbau. Hier war er von 1967 bis 1972 persönlicher Referent des Schauspieldirektors, Oberspielleiter des Schauspiels und stellvertretender Intendant. Ferner war er am Deutschen Schauspielhaus in Hamburg bei Fritz Kortner tätig. Von 1973 bis 1980 war er Intendant des Ulmer Theaters und weitete dort die Kinder- und Jugendtheaterarbeit auf Lehrlinge aus. In Ulm sorgte seine Inszenierung Heil Hitler, Gothland für Furore. Von 1981 bis 1987 war Borchardt Schauspieldirektor des Stadttheaters Bern. Dort inszenierte er u. a. Shakespeares Ein Sommernachtstraum, Der Kaufmann von Venedig und Der Sturm; Goethes Faust I; Aristophanes/Peter Hacks’ Der Frieden; Bertolt Brechts Mann ist Mann, Herr Puntila und sein Knecht Matti sowie Leben des Galilei; Edgar Kellings Es ist soweit, wir fangen an; Kleists Der zerbrochene Krug, ferner die Uraufführung von Maja Beutlers Das Marmelspiel. Am Stadttheater Bern ergänzte er das traditionelle Weihnachtsmärchen durch weitere Stücke zeitgenössischer Autoren für Kinder. Zudem führte er 1983 die Gastspielreihe Aua, wir leben! ein.
Ab 1988 war Borchardt als freier Regisseur tätig und gründete zusammen mit Beatrix Bühler das Berner Ensemble. Als solcher zeichnete er u. a. für folgende Inszenierungen verantwortlich: 1992 Agota Kristofs Die graue Stunde, gespielt im Alten Schlachthaus in Bern, 1995 Uraufführung von Beat Sterchis Wüthrich nach Walter Vogt, gespielt im alten Hörsaal des Anatomischen Instituts der Universität Bern. Des Weiteren hatte er Gastinszenierungen bspw. in Bern, Basel und Zürich. Im Theater letztgenannter Stadt inszenierte Borchardt 1991 die Uraufführung Nacht im Schwan von Adolf Muschg.

## Auszeichnungen
Stadt Bern: 1997 und 1998 Sisyphus-Preis für das Theaterfestival Auawirleben und die Förderung des zeitgenössischen Theaters.